# San Jorge de Alor
San Jorge de Alor (São Jorge da Lor en portugués) es una pedanía del municipio español de Olivenza, perteneciente a la provincia de Badajoz (comunidad autónoma de Extremadura). La soberanía española sobre este pueblo y el resto del municipio de Olivenza no es reconocida por Portugal, que la reclama basándose en un tratado de 1815.

## Situación
Está situado en el municipio de Olivenza, a 6 km de la localidad del mismo nombre.

## Historia

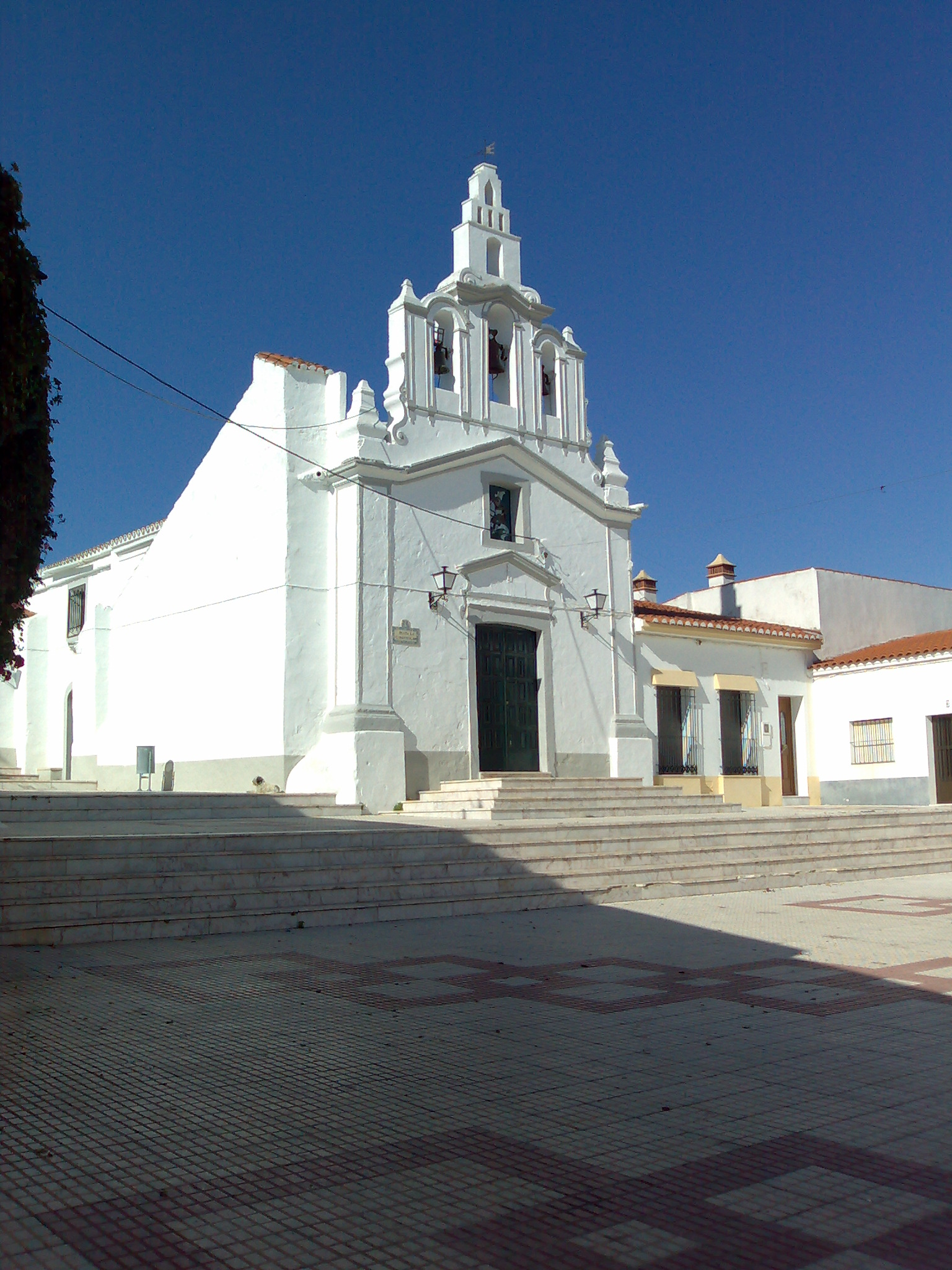
Iglesia de San Jorge.

La primera referencia documental a esta aldea de Olivenza aparece en 1491, en documentación que se encuentra actualmente en el Arquivo Distrital de Portalegre.
A la caída del Antiguo Régimen, la localidad se constituye en municipio constitucional en la región de Extremadura. Desde 1834 quedó integrado en el partido judicial de Olivenza. En el censo de 1842 figura como perteneciente al municipio de Olivenza.
En 1843, apareció este municipio con el nombre de San Jorge de Alor porque se segregó del municipio de Olivenza y contaba, entonces, con 196 hogares y 856 habitantes. En la segunda parte del siglo XIX, en 1862, este municipio desapareció al integrarse en el municipio de Olivenza, contando entonces con 207 hogares y 810 habitantes.

## Patrimonio

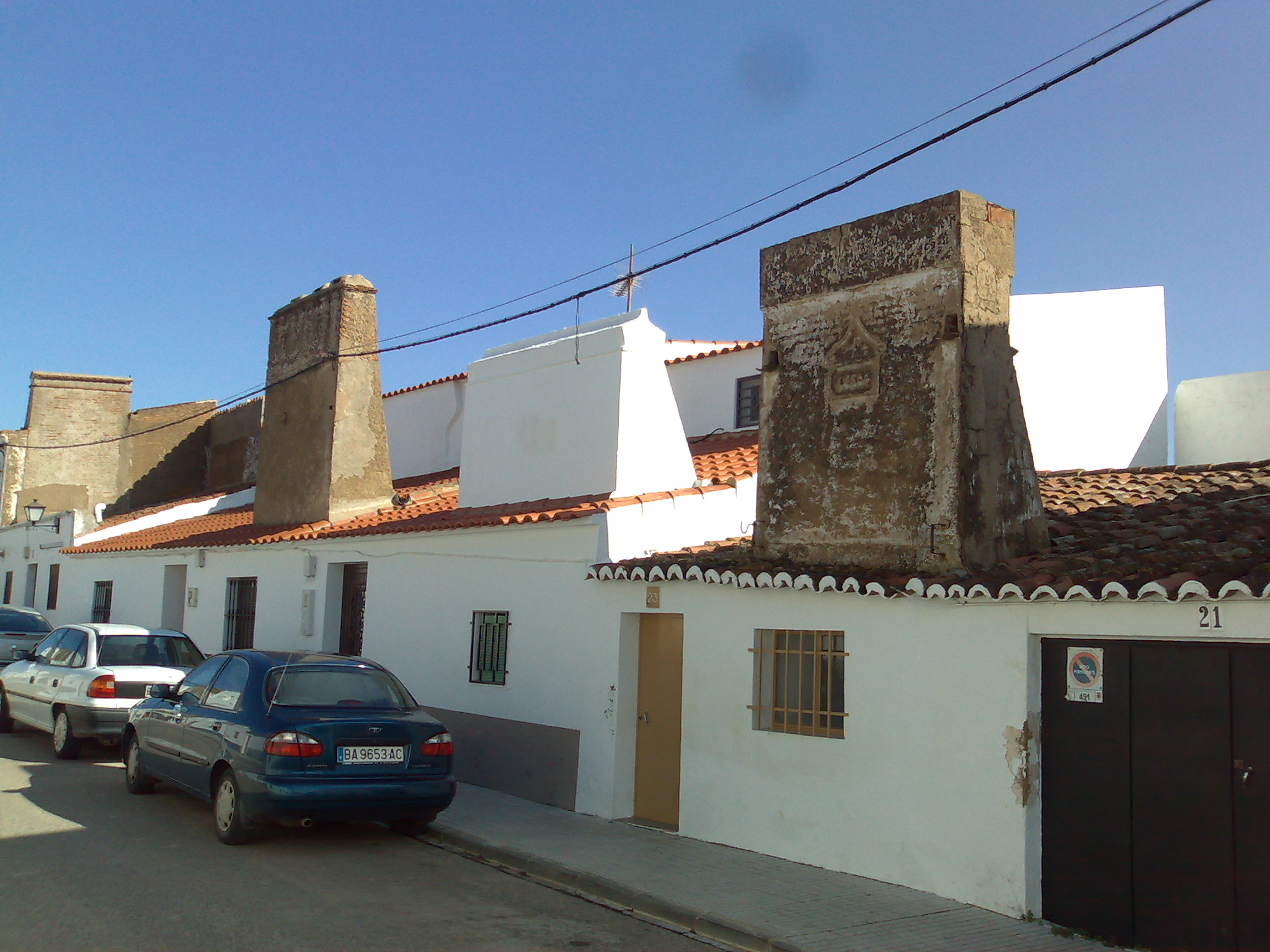
Casas con chimeneas monumentales.

Su centro urbano es de gran interés por la personalidad que le dan su chimeneas monumentales. 
El edificio más destacado es la iglesia parroquial católica bajo la advocación de San Jorge Mártir, en la archidiócesis de Mérida-Badajoz, obra del siglo XVI. Como siempre, su arquitectura refleja las formas populares Alentejo.
De pequeñas proporciones y adosado a otros edificios, es de mampostería encalada. Su sencillo portal es claramente de diseño popular, con una triple campanario. Interiormente, consta de una nave de tres cuerpos en la cual destacan tres capillas. En el presbiterio, embutido en la pared del lado del Evangelio, destaca una piedra armorial con el escudo de Fray Enrique de Coímbra, obispo de Ceuta con residencia en Olivenza entre 1513 y 1532. Este es un buen documento para fechar la construcción del templo.
Seguramente el nombre de San Jorge que se le dio a la primitiva "Aldeia da Lor", coincide con la erección de su parroquia por Fray Enrique de Coímbra. Éste fue impulsor y patrocinador de la construcción de Santa María Magdalena, de Olivenza, donde se encuentra supultado. En el patrocinio de ese templo colaboró también D. Jorge de Lancaster, maestre de las órdenes de Avis y Santiago, hijo bastardo de D. João II de Portugal, a quien el rey quiso nombrar su sucesor, casado con la hija del conde de Olivenza D. Rui de Melo. Es muy probable que contribuyera también con el obispo en la construcción de la iglesia, dando nombre a su advocación y, por ende, a la aldea.

## Demografía
| Gráfica de evolución demográfica de San Jorge de Alor entre 1857 y 1860 |
| |
| Población de derecho según los censos de población del INE. Población de hecho según los censos de población del INE.En estos censos se denominaba San Jorge: 1857 y 1860. Entre el censo de 1857 y el anterior, aparece este municipio porque se segrega del municipio Olivenza. Entre el censo de 1877 y el anterior, este municipio desaparece porque se integra en el municipio Olivenza. |